# Краснодарський край

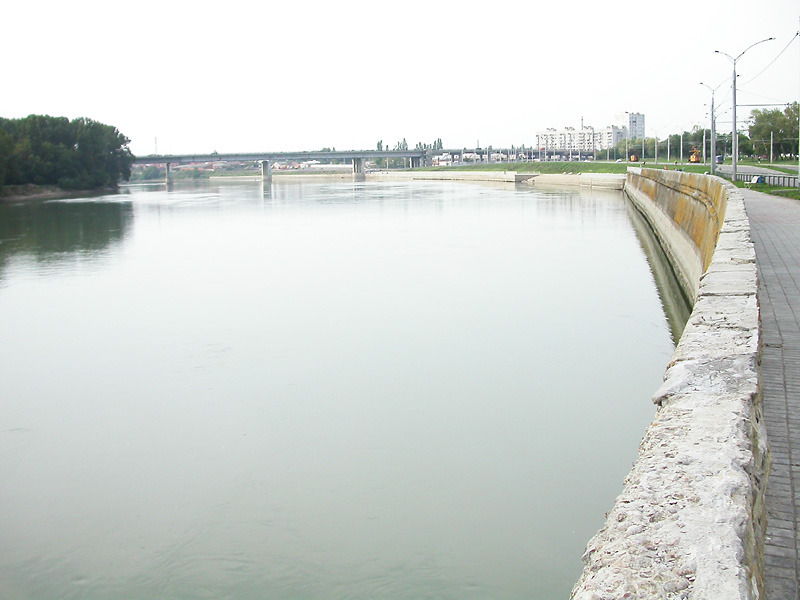
Річка Кубань, Краснодар

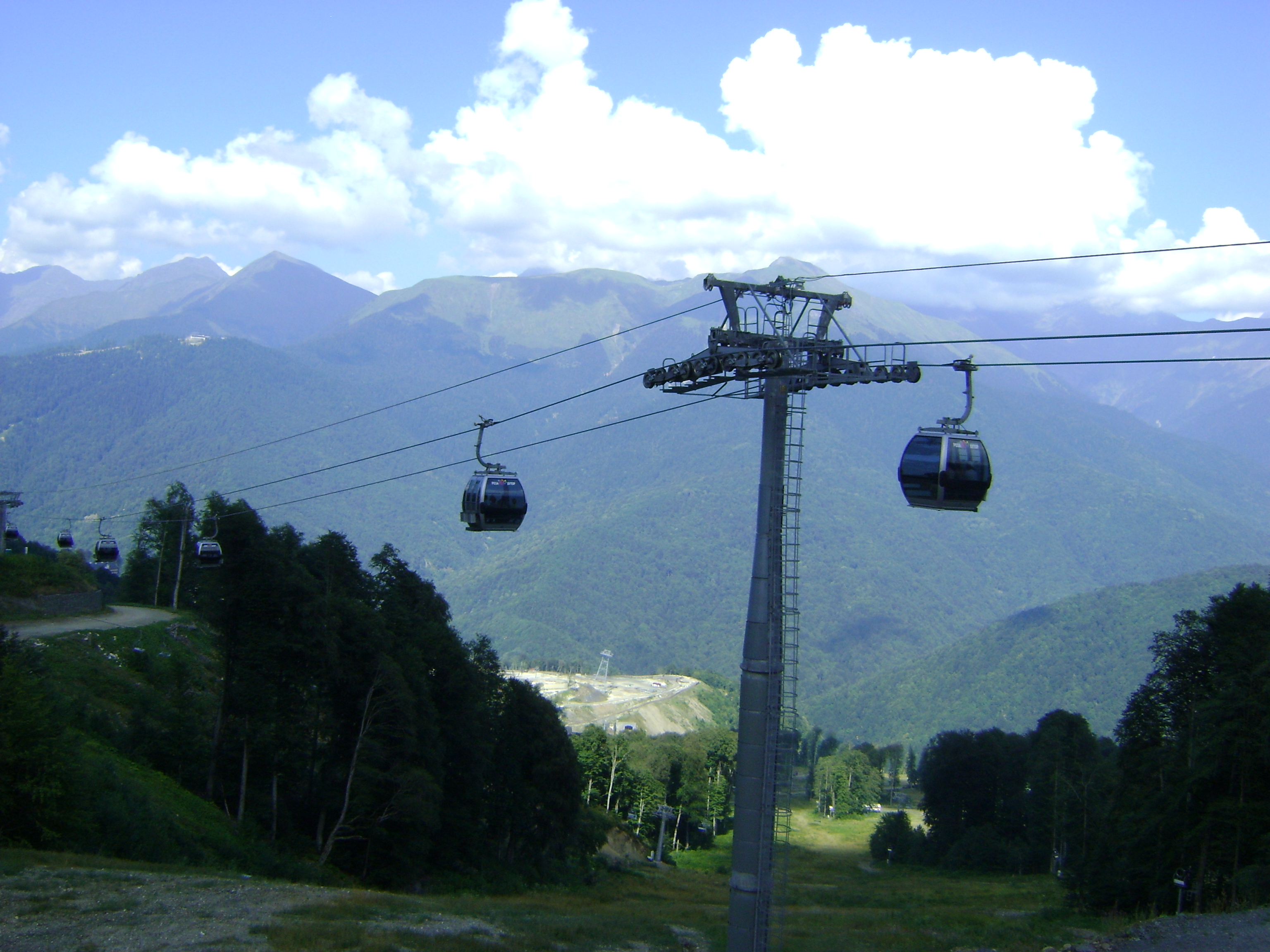
Красна Поляна. Сочі.

Краснода́рський край (рос. Краснода́рский край) — суб'єкт Російської Федерації, входить до складу Південного федерального округу.
Адміністративний центр — м. Краснодар.
Межує з Ростовською областю, Ставропольським краєм, Карачаєво-Черкесією, Адигеєю. А також Україною (з Кримом через Керченську протоку) і Грузією (Абхазією).
Утворений 13 вересня 1937 року виділенням з Азово-Чорноморського краю.
Губернатор — Кондратьєв Веніамін Іванович.

## Географія
Край знаходиться на півдні Росії і омивається водами Азовського і Чорного морів. Із загальної протяжності межі — 1540 кілометрів — 740 кілометрів проходить по морю. Край ділиться річкою Кубань на дві частини: північну — рівнинну (2/3 території) і південну — передгір'я і гори (1/3 території). Ім'я річки часто поширюють на увесь край, називаючи його просто Кубань.

### Клімат
Клімат на більшій частині території помірно континентальний, на Чорноморському узбережжі (на південь від Анапи) — субтропічний. Середня температура січня на рівнині — −3…-5 °С, у січні 2006 року в Краснодарі зареєстрована температура −33,7 °С  [Архівовано 19 травня 2008 у Wayback Machine.], на Чорноморському узбережжі 0…+6, в Сочі — +5,9. Середня температура липня — +22…+24 °С. Річна кількість опадів — від 400 до 600 мм в рівнинній частині, до 3242 мм і більш — в гірській. Кожну весну край затоплюють паводки.

### Природні ресурси
У надрах краю відкрито понад 60 видів корисних копалин. В основному вони залягають в передгірних і гірських районах. Є запаси нафти, природного газу, мергеля, йодо-бромистих вод, мармуру, вапняку, пісковика, гравію, кварцового піску, залізних і апатитових руд, кам'яної солі.
Краснодарський край — старий нафтовидобувний район Росії. Добування нафти почате з 1864 року.
На території краю розташований найбільший в Європі Азово-Кубанський басейн прісних підземних вод, що має значні запаси термальних і мінеральних вод.
Серед багатств Кубані ліс займає важливе місце, оскільки має велике природоохоронне значення і є основним джерелом деревини цінних порід Росії. Загальна площа лісів Краснодарського краю становить понад 1,8 млн га. Дубові і букові масиви, що мають промислове значення, займають, відповідно, 49 і 19 % площі всіх лісів.

## Історія

### Кубань у Російській імперії
До перевороту 1917 велику частину території сучасного Краснодарського краю займала Кубанська область, утворена в 1860 з Чорноморського козацького війська та західної частини Кавказького лінійного козацького війська. Кубанська область була територією Кубанського козацького війська. У 1900 населення області налічувало близько 2 млн осіб. У 1913 по валовому збору зерна Кубанська область вийшла на 2-е місце в Росії, по виробництву товарного хліба — на 1-е місце. В області активно розвивалася промисловість по переробці сільгосппродукції і хімічна промисловість (створені великі акціонерні суспільства), йшло залізничне будівництво.

### Післяреволюційна Кубань
У 1918 році Кубанська область була зайнята більшовиками і включена в територію Північно-Кавказької Соціалістичної Радянської Республіки. В результаті Другого Кубанського походу перейшла під контроль Добровольчої армії. У 1918–1920 роках існувала небільшовицька Кубанська народна республіка. На початку 1920 року знову зайнята Червоною армією в ході Кубано-Новоросійської операції.
Північно-Кавказьку Соціалістичну Радянську Республіку у 1932–1933 уразив Голодомор на Кубані, штучно створений радянською владою з метою зменшення населення, більшість якого становили на той час в регіоні етнічні українці, торжества суцільної колективізації. На думку радянської влади це дозволило розвивати індустріалізацію по планах уряду. Краснодарський край утворений 13 вересня 1937 року, коли Азово-Чорноморський край був роздільний на Ростовську область і Краснодарський край з територією 85 тис. км², включаючи Адигейську автономну область.
У 1991 році Адигейська автономна область вийшла зі складу краю і була перетворена в Республіку Адигея.
У сучасний край входить велика частина території колишньої Кубанської області (за винятком частини територій колишніх Лабінського і Кавказького відділів, що входить нині до складу Ставропольського краю, частини території колишнього Єйського відділу, що входить нині до складу Ростовської області, а також майже всієї території колишнього Баталпашинського відділу, на якій утворена Карачаево-Черкеська Республіка), майже вся територія колишньої Чорноморської губернії (за винятком частини території колишнього Сочинського округу, що входить нині до складу Абхазії) і територія північніше Єї — Куго-Єї, що відносилася до Області Війська Донського.
У прапорі сучасного Краснодарського краю використані кольори прапора Кубанської народної республіки.

### Кубань в період розпаду СРСР
Під час параду суверенітетів і розпаду СРСР серед інших козацьких державних утворень на територіях Середньої і Верхньої Кубані в листопаді 1991 року були проголошені як суб'єкти РРФСР відповідно Баталпашинська Козацька Республіка і Верхнє-Кубанська Козацька Республіка. Створення козацьких республік підтримав II Великий Круг Союзу козаків, що пройшов 7-10 листопада 1991 року в Ставрополі. 20 листопада 1991 року на скликаному Союзом козацтв Півдня Росії в Новочеркаську на Великому козацькому кругу Півдня Росії проголошено об'єднання декількох проголошених козацьких республік (Донської, Терської, Армавірської, Верхнє-Кубанської) в Союз Козацьких Республік Півдня Росії із столицею в Новочеркаську і із статусом союзної республіки в новій союзній державі, що передбачалася (ССД). Проте незабаром Радянський Союз припинив існування, а у складі Російської Федерації козацькі республіки так і не були створенні.

## Населення

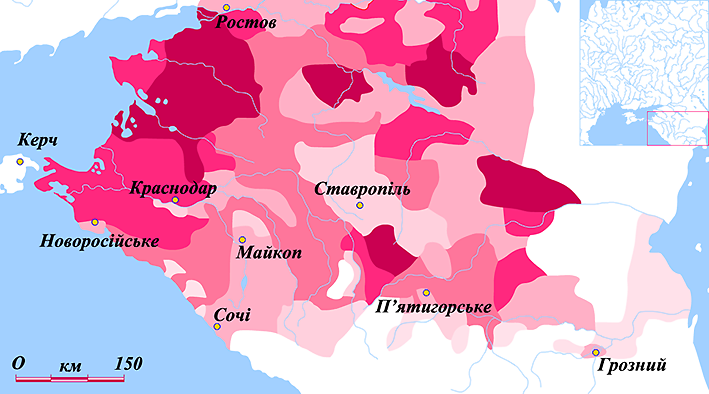
Українці на Кубані по перепису 1926 року:
90-75%
75-50%
50-25%
25-10%
10-5%
5-2%

| 90-75% 75-50% 50-25% | 25-10% 10-5% 5-2% |

Населення — 5121,0 тис. осіб (2008, 5125,2 тис. в 2002 році, за кількістю населення регіон посідає 3-тє місце в країні після Москви і Московської області). У краю проживає понад п'ять мільйонів осіб, зокрема близько 53 відсотків — в містах і 47 відсотків — в сільській місцевості. Щільність населення — 67,1 (2008) людини на 1 км². Питома вага міського населення — 52,7 % (2005).
У 1989 національний склад населення краю був наступним:
| Народ           | Чисельність, 1989, % |
| --------------- | -------------------- |
| Росіяни         | 86,71 %              |
| Українці        | 3,94 %               |
| Вірмени         | 3,72 %               |
| Німці           | 0,65 %               |
| Греки           | 0,61 %               |
| Адигейці        | 0,45 %               |
| Кримські татари | 0,37 %               |
| Грузини         | 0,26 %               |
| Молдовани       | 0,16 %               |
| Євреї           | 0,11 %               |

За переписом 2002:
| Народ                                           | Чисельність, 2002, тис. (* [Архівовано 24 січня 2012 у WebCite]) |
| ----------------------------------------------- | ---------------------------------------------------------------- |
| Росіяни                                         | 4436,3 (86,6 %)                                                  |
| Вірмени                                         | 274,6 (5,4 %)                                                    |
| Українці                                        | 131,8 (2,6 %)                                                    |
| Греки                                           | 26,5 (0,5 %)                                                     |
| Білоруси                                        | 26,3                                                             |
| Татари                                          | 25,6                                                             |
| Грузини                                         | 20,5                                                             |
| Німці                                           | 18,5                                                             |
| Адигейці                                        | 15,8                                                             |
| Турки                                           | 13,5                                                             |
| Азербайджанці                                   | 11,9                                                             |
| Цигани                                          | 10,9                                                             |
| показані народи з чисельністю понад 10 000 осіб |                                                                  |

Багато з росіян, особливо на заході і півночі краю, в побуті балакають, тобто вживають в мові багато українізмів; більшість вірмен проживають на півдні краю, особливо в Сочі, а також в Краснодарі; кількість греків, німців і турків у краю знизилася після репресивних переселень 1930-х—1940-х років; адиги (шапсуги, натухайці і ін.), зараз нечисленні, є аборигенними мешканцями краю.
Тоді як увесь пострадянський період населення Росії зменшується, Краснодарський край — один з небагатьох регіонів, який значно збільшив населення: на 0,4 млн (майже на 10 %) постійного населення, що враховується переписами, і на один мільйон — фактично наявного населення (з урахуванням незареєстрованих і тимчасових гастарбайтерів). Визначальним чинником зростання властями і фахівцями називається приплив економічних мігрантів зі всього північно-кавказького півдня Росії, України і країн Закавказзя, що нерідко викликає ускладнення серед місцевого населення і викликає заклопотаність федерального центру ( [Архівовано 17 травня 2008 у Wayback Machine.],  [Архівовано 18 травня 2008 у Wayback Machine.],  [Архівовано 18 травня 2008 у Wayback Machine.],  [Архівовано 18 травня 2008 у Wayback Machine.]). Благодатний Краснодарський край історично притягав мігруюче і охоче поселитися в Росії закавказьке (особливо вірменське) населення, а останніми роками цей розвинений і інвестиційний привабливий регіон ( [Архівовано 5 березня 2016 у Wayback Machine.]) додатково також є місцем поселення не тільки для мігруючих ради заробітків, але і для забезпечених громадян, що набувають житла, з навколишніх регіонів і переселенців з Крайньої Півночі і інших регіонів ( [Архівовано 21 травня 2008 у Wayback Machine.], ,  [Архівовано 18 травня 2008 у Wayback Machine.], , , ,  [Архівовано 1 травня 2008 у Wayback Machine.],  [Архівовано 18 травня 2008 у Wayback Machine.],  [Архівовано 18 травня 2008 у Wayback Machine.],  [Архівовано 18 травня 2008 у Wayback Machine.], [недоступне посилання з квітня 2019], ).
Національний склад районів Краснодарського краю за переписом 2002 р.
|                                       | населення | росіяни | українці | білоруси | адиги | вірмени | грузини | азерб. | турки | татари | греки | німці | цигани |
| ------------------------------------- | --------- | ------- | -------- | -------- | ----- | ------- | ------- | ------ | ----- | ------ | ----- | ----- | ------ |
| м. Краснодар                          | 646 175   | 89,8 %  | 2,1 %    | 0,4 %    | 1,0 % | 3,3 %   | 0,2 %   | 0,2 %  | 0,1 % | 0,3 %  | 0,3 % | 0,1 % | 0,1 %  |
| м. Кропоткин                          | 79 185    | 91,1 %  | 1,9 %    | 0,4 %    | 0,1 % | 4,1 %   | 0,2 %   | 0,1 %  | 0,1 % | 0,3 %  | 0,1 % | 0,3 % | 0,4 %  |
| м. Кримськ                            | 56 623    | 80,3 %  | 3,5 %    | 0,7 %    | 0,1 % | 3,6 %   | 0,2 %   | 0,3 %  | 1,3 % | 2,3 %  | 2,2 % | 0,5 % | 0,2 %  |
| м. Туапсе                             | 64 238    | 76,7 %  | 3,3 %    | 0,6 %    | 1,3 % | 8,3 %   | 0,4 %   | 0,1 %  | 0,1 % | 0,6 %  | 0,4 % | 0,2 % | 0,1 %  |
| м. Слов'янськ-на-Кубані               | 64 136    | 90,4 %  | 2,6 %    | 0,5 %    | 0,1 % | 4,0 %   | 0,1 %   | 0,1 %  | 0,1 % | 0,3 %  | 0,1 % | 0,2 % | 0,6 %  |
| Краснодарська міська адміністрація    | 145 179   | 89,1 %  | 2,1 %    | 0,4 %    | 0,5 % | 4,6 %   | 0,2 %   | 0,1 %  | 0,1 % | 0,3 %  | 0,2 % | 0,3 % | 0,1 %  |
| Анапська міська адміністрація         | 62 490    | 81,8 %  | 3,6 %    | 0,8 %    | 0,1 % | 6,0 %   | 0,1 %   | 0,1 %  | 0,1 % | 0,9 %  | 4,1 % | 0,5 % | 0,1 %  |
| Армавірська міська адміністрація      | 211 824   | 86,0 %  | 2,0 %    | 0,5 %    | 0,5 % | 8,6 %   | 0,2 %   | 0,1 %  | 0,1 % | 0,2 %  | 0,1 % | 0,3 % | 0,3 %  |
| Білоріченська міська адміністрація    | 60 394    | 81,6 %  | 2,2 %    | 0,4 %    | 0,4 % | 10,9 %  | 0,4 %   | 0,4 %  | 0,6 % | 0,4 %  | 0,7 % | 0,2 % | 0,4 %  |
| Геленджицька міська адміністрація     | 84 532    | 82,6 %  | 3,9 %    | 0,9 %    | 0,1 % | 2,5 %   | 0,4 %   | 0,1 %  | 0,1 % | 1,2 %  | 5,8 % | 0,4 % | 0,1 %  |
| Гарячеключівська міська адміністрація | 51 640    | 85,1 %  | 3,0 %    | 0,5 %    | 0,5 % | 6,1 %   | 0,4 %   | 0,2 %  | 0,1 % | 0,5 %  | 0,2 % | 0,4 % | 0,1 %  |
| Єйська міська адміністрація           | 95 249    | 92,0 %  | 3,4 %    | 0,7 %    | 0,1 % | 1,2 %   | 0,2 %   | 0,3 %  | 0,1 % | 0,3 %  | 0,3 % | 0,3 % | 0,1 %  |
| Лабінська міська адміністрація        | 63 047    | 91,0 %  | 2,0 %    | 0,4 %    | 0,3 % | 3,5 %   | 0,2 %   | 0,2 %  | 0,1 % | 0,3 %  | 0,1 % | 0,3 % | 0,4 %  |
| Новоросійська міська адміністрація    | 281 036   | 85,8 %  | 3,5 %    | 0,6 %    | 0,1 % | 4,3 %   | 0,4 %   | 0,4 %  | 0,1 % | 1,4 %  | 0,9 % | 0,2 % | 0,1 %  |
| Сочинська міська адміністрація        | 397 103   | 67,5 %  | 3,7 %    | 0,6 %    | 1,2 % | 20,2 %  | 2,3 %   | 0,3 %  | 0,1 % | 0,5 %  | 0,9 % | 0,2 % | 0,1 %  |
| Тихоріцька міська адміністрація       | 66 516    | 94,0 %  | 2,1 %    | 0,4 %    | 0,1 % | 1,5 %   | 0,2 %   | 0,2 %  | 0,0 % | 0,2 %  | 0,1 % | 0,2 % | 0,3 %  |
| Абінський район                       | 89 794    | 87,8 %  | 2,4 %    | 0,4 %    | 0,1 % | 2,9 %   | 0,2 %   | 0,5 %  | 1,8 % | 0,7 %  | 1,0 % | 0,5 % | 0,3 %  |
| Анапський район                       | 69 134    | 77,6 %  | 3,1 %    | 0,9 %    | 0,1 % | 11,9 %  | 0,1 %   | 0,1 %  | 0,2 % | 1,6 %  | 0,7 % | 1,0 % | 0,2 %  |
| Апшеронський район                    | 95 048    | 78,3 %  | 2,6 %    | 0,4 %    | 0,1 % | 11,2 %  | 1,0 %   | 0,5 %  | 1,7 % | 0,4 %  | 0,3 % | 0,3 % | 0,3 %  |
| Білоглинський район                   | 33 477    | 94,8 %  | 1,2 %    | 0,3 %    | 0,1 % | 1,5 %   | 0,2 %   | 0,2 %  | 0,0 % | 0,2 %  | 0,1 % | 0,1 % | 0,4 %  |
| Білоріченський район                  | 43 542    | 76,1 %  | 1,9 %    | 0,5 %    | 0,2 % | 5,7 %   | 0,9 %   | 1,5 %  | 6,3 % | 0,3 %  | 0,7 % | 0,3 % | 0,4 %  |
| Брюховецький район                    | 54 594    | 93,7 %  | 2,3 %    | 0,5 %    | 0,1 % | 1,5 %   | 0,1 %   | 0,1 %  | 0,1 % | 0,2 %  | 0,2 % | 0,2 % | 0,2 %  |
| Висілковський район                   | 60 239    | 93,3 %  | 2,1 %    | 0,5 %    | 0,1 % | 1,5 %   | 0,1 %   | 0,2 %  | 0,1 % | 0,2 %  | 0,5 % | 0,2 % | 0,1 %  |
| Гулькевицький район                   | 102 632   | 89,9 %  | 2,8 %    | 0,5 %    | 0,1 % | 2,2 %   | 0,2 %   | 0,2 %  | 0,1 % | 0,3 %  | 0,2 % | 1,6 % | 0,7 %  |
| Дінський район                        | 119 833   | 89,8 %  | 2,3 %    | 0,4 %    | 0,1 % | 3,9 %   | 0,2 %   | 0,2 %  | 0,0 % | 0,3 %  | 0,1 % | 0,4 % | 0,1 %  |
| Єйський район                         | 43 962    | 93,8 %  | 2,8 %    | 0,5 %    | 0,1 % | 0,9 %   | 0,1 %   | 0,2 %  | 0,0 % | 0,3 %  | 0,1 % | 0,4 % | 0,1 %  |
| Кавказький район                      | 45 343    | 88,1 %  | 1,6 %    | 0,4 %    | 0,1 % | 7,2 %   | 0,1 %   | 0,2 %  | 0,0 % | 0,3 %  | 0,1 % | 0,3 % | 0,5 %  |
| Калінінський район                    | 50 161    | 91,1 %  | 2,1 %    | 0,3 %    | 0,1 % | 2,1 %   | 0,1 %   | 0,1 %  | 0,1 % | 0,2 %  | 0,1 % | 0,6 % | 0,3 %  |
| Канівський район                      | 102 245   | 92,9 %  | 2,4 %    | 0,5 %    | 0,1 % | 1,2 %   | 0,2 %   | 0,2 %  | 0,1 % | 0,2 %  | 0,2 % | 0,2 % | 0,3 %  |
| Коренівський район                    | 85 259    | 90,9 %  | 2,5 %    | 0,5 %    | 0,1 % | 2,2 %   | 0,1 %   | 0,2 %  | 0,1 % | 0,2 %  | 0,1 % | 0,3 % | 0,1 %  |
| Красноармійський район                | 103 874   | 92,7 %  | 2,3 %    | 0,4 %    | 0,1 % | 2,1 %   | 0,1 %   | 0,1 %  | 0,1 % | 0,3 %  | 0,1 % | 0,3 % | 0,3 %  |
| Криловський район                     | 37 657    | 90,2 %  | 2,4 %    | 0,6 %    | 0,1 % | 3,4 %   | 0,2 %   | 0,4 %  | 0,0 % | 0,2 %  | 0,1 % | 0,5 % | 0,5 %  |
| Кримський район                       | 70 576    | 76,0 %  | 2,7 %    | 0,7 %    | 0,1 % | 2,7 %   | 0,1 %   | 1,1 %  | 6,5 % | 2,1 %  | 2,5 % | 0,5 % | 0,1 %  |
| Курганінський район                   | 103 999   | 86,5 %  | 2,1 %    | 0,4 %    | 0,1 % | 7,2 %   | 0,2 %   | 0,3 %  | 0,1 % | 0,3 %  | 0,1 % | 0,4 % | 0,6 %  |
| Кущівський район                      | 70 513    | 89,5 %  | 2,6 %    | 0,4 %    | 0,1 % | 2,3 %   | 0,3 %   | 0,4 %  | 0,6 % | 0,8 %  | 0,1 % | 0,4 % | 0,2 %  |
| Лабинський район                      | 39 235    | 90,3 %  | 2,0 %    | 0,4 %    | 0,2 % | 3,3 %   | 0,5 %   | 0,2 %  | 0,2 % | 0,2 %  | 0,2 % | 0,4 % | 0,2 %  |
| Ленінградський район                  | 66 679    | 92,8 %  | 2,4 %    | 0,7 %    | 0,1 % | 1,2 %   | 0,2 %   | 0,2 %  | 0,1 % | 0,2 %  | 0,1 % | 0,3 % | 0,4 %  |
| Мостовський район                     | 72 660    | 93,0 %  | 2,2 %    | 0,4 %    | 0,3 % | 1,1 %   | 0,2 %   | 0,2 %  | 0,1 % | 0,3 %  | 0,2 % | 0,3 % | 0,4 %  |
| Новокубанський район                  | 87 478    | 86,5 %  | 2,3 %    | 0,6 %    | 0,4 % | 6,8 %   | 0,1 %   | 0,1 %  | 0,1 % | 0,2 %  | 0,1 % | 1,1 % | 0,1 %  |
| Новопокровський район                 | 47 893    | 92,0 %  | 1,8 %    | 0,5 %    | 0,1 % | 1,8 %   | 0,1 %   | 0,2 %  | 0,0 % | 0,2 %  | 0,1 % | 0,3 % | 1,1 %  |
| Отрадненський район                   | 66 734    | 85,9 %  | 1,4 %    | 0,3 %    | 0,2 % | 8,8 %   | 0,3 %   | 0,2 %  | 0,1 % | 0,2 %  | 0,2 % | 0,2 % | 0,4 %  |
| Павловський район                     | 68 470    | 94,4 %  | 2,4 %    | 0,7 %    | 0,1 % | 0,9 %   | 0,1 %   | 0,1 %  | 0,0 % | 0,1 %  | 0,2 % | 0,1 % | 0,1 %  |
| Приморсько-Ахтарський район           | 60 913    | 93,1 %  | 3,1 %    | 0,5 %    | 0,1 % | 0,7 %   | 0,2 %   | 0,2 %  | 0,1 % | 0,3 %  | 0,2 % | 0,3 % | 0,1 %  |
| Сіверський район                      | 107 661   | 91,1 %  | 2,6 %    | 0,5 %    | 0,2 % | 2,0 %   | 0,2 %   | 0,2 %  | 0,1 % | 0,4 %  | 0,6 % | 0,4 % | 0,3 %  |
| Слов'янський район                    | 66 129    | 94,0 %  | 2,3 %    | 0,5 %    | 0,1 % | 0,8 %   | 0,1 %   | 0,1 %  | 0,2 % | 0,2 %  | 0,1 % | 0,3 % | 0,1 %  |
| Старомінський район                   | 41 097    | 94,7 %  | 1,8 %    | 0,4 %    | 0,1 % | 0,9 %   | 0,2 %   | 0,1 %  | 0,0 % | 0,2 %  | 0,1 % | 0,1 % | 0,4 %  |
| Тбіліський район                      | 48 752    | 89,4 %  | 2,1 %    | 0,8 %    | 0,1 % | 3,2 %   | 0,2 %   | 0,2 %  | 0,1 % | 0,2 %  | 0,3 % | 1,9 % | 0,5 %  |
| Темрюцький район                      | 115 462   | 87,8 %  | 3,5 %    | 0,7 %    | 0,1 % | 1,9 %   | 0,1 %   | 0,1 %  | 0,1 % | 2,0 %  | 0,3 % | 0,6 % | 0,1 %  |
| Тимашівський район                    | 107 189   | 90,8 %  | 2,5 %    | 0,5 %    | 0,1 % | 2,9 %   | 0,2 %   | 0,3 %  | 0,1 % | 0,4 %  | 0,2 % | 0,3 % | 0,1 %  |
| Тихорецький район                     | 61 232    | 92,1 %  | 2,0 %    | 0,4 %    | 0,1 % | 2,8 %   | 0,2 %   | 0,5 %  | 0,1 % | 0,2 %  | 0,1 % | 0,2 % | 0,2 %  |
| Туапсинський район                    | 61 257    | 65,4 %  | 3,0 %    | 0,6 %    | 5,7 % | 21,0 %  | 0,4 %   | 0,1 %  | 0,1 % | 0,7 %  | 0,3 % | 0,3 % | 0,1 %  |
| Успенський район                      | 40 873    | 78,3 %  | 2,2 %    | 0,5 %    | 7,9 % | 4,9 %   | 0,2 %   | 0,3 %  | 0,1 % | 0,3 %  | 1,6 % | 0,6 % | 0,9 %  |
| Усть-Лабенський район                 | 115 442   | 89,6 %  | 2,0 %    | 0,4 %    | 0,2 % | 3,6 %   | 0,3 %   | 0,3 %  | 0,1 % | 0,2 %  | 0,1 % | 0,9 % | 0,6 %  |
| Щербинівський район                   | 38 816    | 94,9 %  | 2,1 %    | 0,3 %    | 0,1 % | 0,7 %   | 0,1 %   | 0,1 %  | 0,0 % | 0,2 %  | 0,1 % | 0,2 % | 0,3 %  |
| Краснодарский край                    | 5 125 221 | 86,6 %  | 2,6 %    | 0,5 %    | 0,5 % | 5,4 %   | 0,4 %   | 0,2 %  | 0,3 % | 0,5 %  | 0,5 % | 0,4 % | 0,2 %  |

## Адміністративний поділ

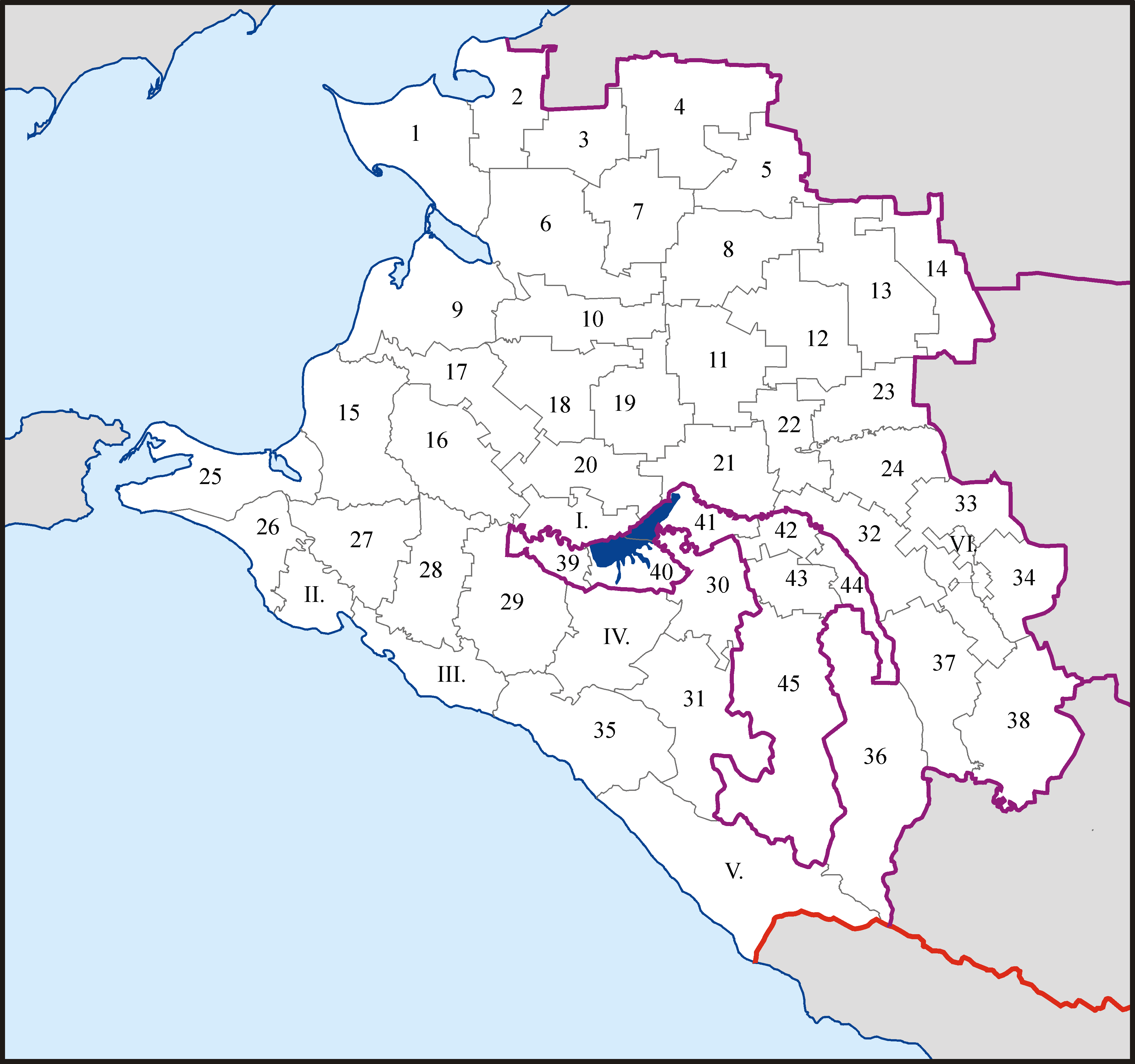
Адміністративна мапа Краснодарського краю і Адигеї

Території, підпорядковані адміністраціям міст:
- I. Краснодар
- II. Новоросійськ
- III. Геленджик
- IV. Гарячий Ключ
- V. Сочі
- VI. Армавір

Райони і їх адміністративні центри:
- Абінський (28) — Абінськ
- Анапський (26) — Анапа
- Апшеронський (31) — Апшеронськ
- Білоглинський (14) — Біла Глина
- Бєлорєченський (30) — Бєлорєченськ
- Брюховецький (10) — станиця Брюховецька
- Виселківський (11) — станиця Виселки
- Гулькевицький (24) — Гулькевичі
- Дінський (20) — станиця Дінська
- Єйський (1) — Єйськ
- Кавказький (23) — станиця Кавказька
- Калінінський (17) — станиця Калінінська
- Канівський (6) — станиця Канівська
- Корєновський (19) — Корєновськ
- Красноармійський (16) — станиця Полтавська
- Криловський (5) — станиця Криловська
- Кримський (27) — Кримськ
- Курганінський (32) — Курганінськ
- Кущевський (4) — станиця Кущевська
- Лабінський (37) — Лабінськ
- Ленінградський (7) — станиця Ленінградська
- Мостовський (36) — Мостовський
- Новокубанський (33) — Новокубанськ
- Новопокровський (13) — станиця Новопокровська
- Отрадненський (38) — станиця Отрадна
- Павловський (8) — станиця Павловська
- Приморсько-Ахтарський (9) — Приморсько-Ахтарськ
- Сєверський (29) — станиця Сєверська
- Слов'янський (15) — Слов'янськ-на-Кубані
- Старомінський (3) — станиця Старомінська
- Тбіліський (22) — станиця Тбіліська
- Темрюцький (25) — Темрюк
- Тимашевський (18) — Тимашевськ
- Тихорєцький (12) — Тихорєцьк
- Туапсинський (35) — Туапсе
- Успенський (34) — Успенське
- Усть-Лабінський (21) — Усть-Лабінськ
- Щербіновський (2) — станиця Старощербинівська

## Економіка

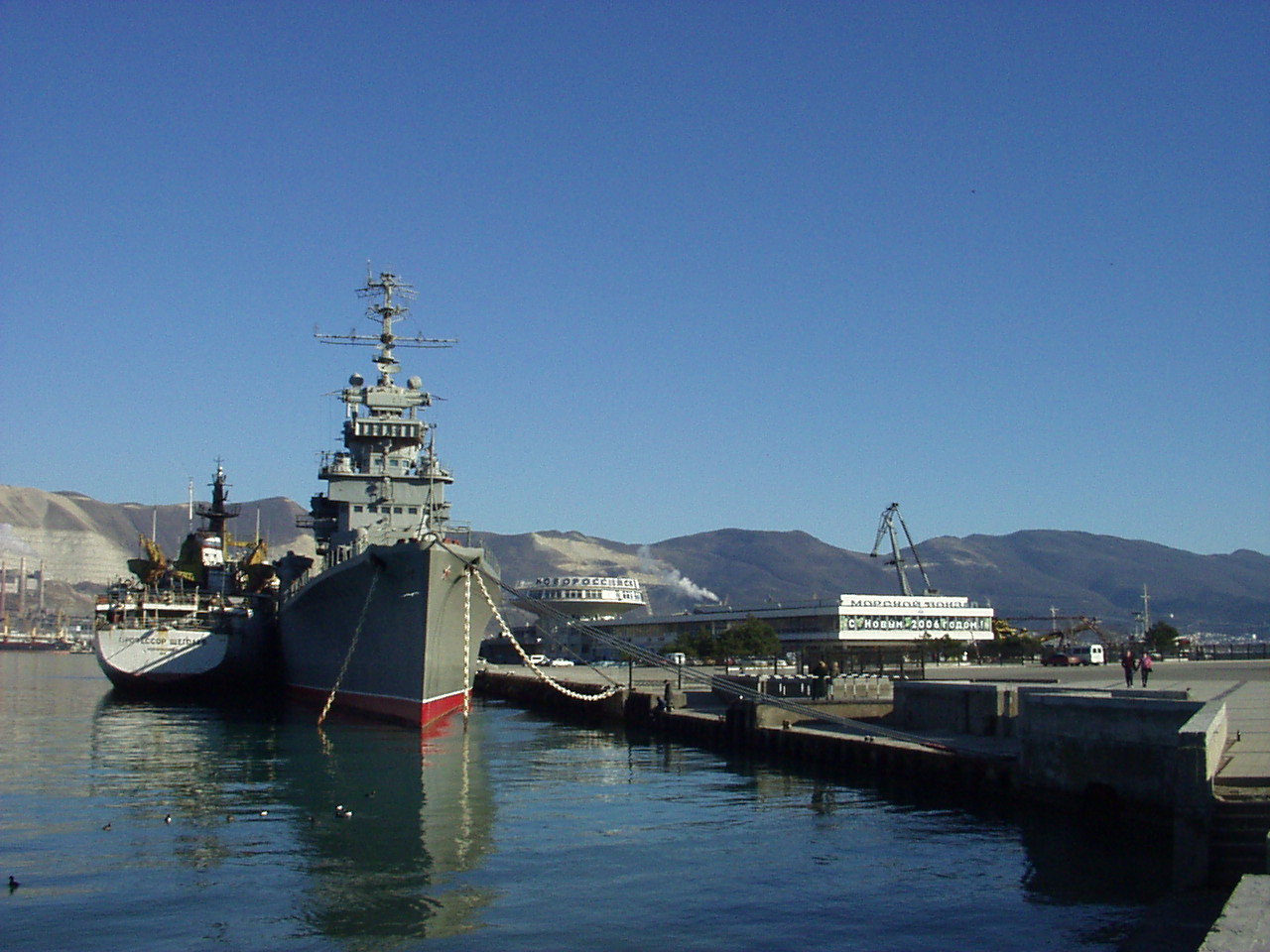
Порт Новоросійськ

У галузевій структурі краєвих ВРП виділяються транспорт (16,2 % проти 8,2 % для Росії в цілому) і сільське господарство (16,0 % проти 7,8 %). Питома вага промисловості в порівнянні з середньоросійським показником вдвічі нижче — 16 % (проти 33 % по РФ в цілому і 23 % для Південного федерального округу).
Провідне місце в структурі промисловості належить переробляючим виробництвам. Харчова галузь забезпечує 42,8 % загального обсягу промислової продукції; далі йдуть електроенергетика (13,4 %), паливна галузь (10,5 %), машинобудування і металообробка (9,4 %) і промисловість будівельних матеріалів (7,9 %). На хімічний і лісовий комплекси припадає всього по 3-4 % промислового виробництва. Частка легкої галузі зовсім незначна (1,3 %).
Відмінною рисою промислової інфраструктури Краснодарського краю є високий ступінь концентрації спеціалізованих виробництв в основних промислових центрах — Краснодарі (де зосереджено більш за третину краєвого промислового потенціалу), Армавірі і Новоросійську.
У Краснодарі і його околицях зосереджено 38 % обсягу промислової продукції і 47 % інвестицій в основні засоби виробництва, сконцентровано 16 % населення.
Порти Новоросійськ і Туапсе забезпечують перевалювання 75 % сухих вантажів, що проходять через портове господарство півдня Росії, обслуговують третю частину російського експорту нафти.
Важлива галузь економіки — туризм, зокрема в районах міст Сочі, Геленджика, Анапи. Також останнім часом активно розвивається туристична галузь на узбережжі Азовського моря.
У зв'язку з проведенням у місті Сочі Олімпіади 2014 року очікувалося збільшення інвестицій в інфраструктуру Чорноморського узбережжя Краснодарського краю.